# نورشوبينغ
نورشوبينغ (بالسويدية: Norrköping وتعني «سوق الشمال») تعتبر من أهم المدن السويدية، حيث يبلغ عدد سكانها حوالي 87 ألف نسمة مما يجعلها المدينة العاشرة من حيث عدد السكان.
تمثل نورشوبينغ مركز بلدية نورشوبينغ الذي يشمل العديد من القرى المحيطة التي تضم أكثر من 120 الف نسمة.
تضم المدينة رئاسة العديد من الهيئات الحكومية الهامة في السويد مثل رئاسة مكتب الهجرة السويدي ورئاسة هيئة الأرصاد الجوية السويدية.

## الموقع
تقع نورشوبينغ في منطقة اوسترجوتلاند وسط شرقي السويد على بعد حوالي 200 كلم جنوب العاصمة استوكهولم، وتطل على بحر البلطيق من الساحل الشرقي للسويد.
يقسم نهر موتالا ستروم المدينة إلى جزئين شمالي وجنوبي حتى يصب في بحر البلطيق.

## الاقتصاد
كانت نورشوبينغ في ماضي مركزاً رئيسياً في صناعة النسيج حيث أطلق السويديون عليها لقب "سوربيولستان" التي تعني "بلد عمال النسيج، لكنها تطورت مع الوقت وأصبحت مركزاً للعديد من الصناعات الحديثة الأخرى خاصة بعد أن أقيمت محطة توليد طاقة كهربائية على نهر موتالا ستروم بالإضافة لإنشاء ميناء حديث على بحر البلطيق مما عجّل من تطور المدينة اقتصادياً.

## التعليم
تتشارك مدينة نورشوبينغ مع مدينة لينشوبينغ المجاورة في جامعة لينشوبينغ، حيث يضم مقر الجامعة في نورشوبينغ عدة تخصصات وبرامج للدراسات العليا، وتعتبر جامعة لينشوبينغ من إحدى أقضل الجامعات في السويد حسب التصنيف المحلي.

## المواصلات

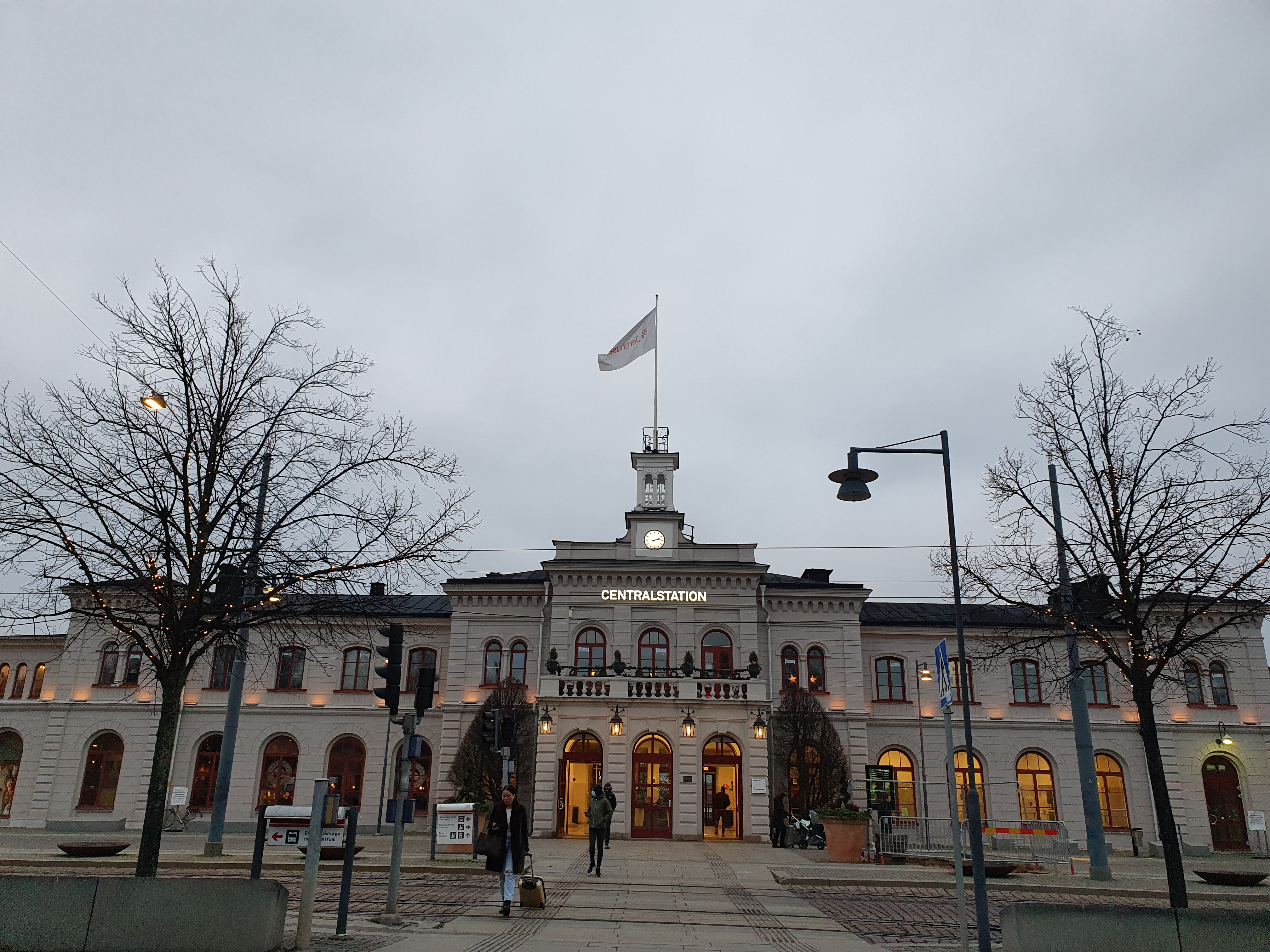
محطة القطار في نورشوبينغ

تشتهر مينة نورشوبينغ عن غيرها من باقي مدن السويد بوجود الترام الداخلي الذي يمثل أحد رموز الهامة للمدينة وما زال يعمل بنقل الركانب من وسط المدينة وحتى الأطراف الجنوبية والغربية منها.
تربط المدينة شبكة حديثة من الحافلات التي تعمل عبر نظام حديث ودقيق يمكن الركاب من معرفة مواعيد قدوم الحافلات عند كل موقف بص بالضبط، وترتبط كل شبكة المواصلات العامة بالمحطة المركزية التي تقع بالقرب من محطة السكة الحديدية والتي تجاور بدورها محطة الحافلات السفرية.

## السياحة
تعتبر الجزر الشرقية الواقعة على بحر البلطيق وجهة سياحية محببة لدى السويديين والسياح الأجانب غلى حد سواء، حيث تتمتع هذه الجزر بطبيعة رائعة محاطة بالمياه والخلجان الصخرية الخلابة. 
بالإضافة لذلك، تضم المدينة العديد من المتاحف والحدائق العامة التي تقام فيها العديد من الكرنفالات الثقافية على مدار العام.